# Амага (сарматская царица)
Ама́га — царица сарматов в конце III или начале II века до нашей эры, жена царя Медосакка. Рассказ об Амаге известен по Полиэну (II век).
Амага правила вместо своего мужа и оказала помощь Херсонесу после того, как жители этого города пожаловались на набеги скифов. Вместе со 120 отборными воинами, каждый из которых получил по три коня в своё распоряжение, сарматская царица за сутки преодолела более 200 км и внезапно появилась в ставке скифов. Амага убила скифского царя, а власть передала его сыну, приказав править справедливо и не трогать соседей.
Её внучка принцесса Гипсикратия, жена Митридата VI.
Предполагают, что Амаге принадлежит богатое захоронение сарматской царицы или жрицы в Ногайчинском кургане в Нижнегорском районе Крыма.
В настоящее время имя Амага является довольно распространённым среди осетин.